# Свобода Віктор Леонтійович
Свобода Віктор Леонтійович (справжнє ім'я та прізвище — Віталій Леонтійович Тканов; 20 лютого 1925, с. Компаніївка на Кіровоградщині — 1 липня 1992, м. Кобен, графство Кент, Велика Британія) — україніст, перекладач, філолог, політолог, редактор. Один із псевдонімів — Майкл Браун.

## З біографії
Народився в інтелігентній родині. У 1933 р. був репресований батько. У 1941 р. закінчив середню школу. З 1943 р. перебував на чужині, спочатку у Відні, потім переїхав до Великої Британії (1948). Вищу освіту здобув у Інституті слов'янознавства та східноєвропейських студій Лондонського університету. У 1958 р. отримав ступінь магістра, викладав російську мову та літературу, пізніше (з 1973 р.) й українську в цьому ж навчальному закладі. Працював асистентом (1955—1959), старшим викладачем, а з 1983 р. — старшим науковим співробітником в Інституті слов'янознавства. Піднімав питання про арешти творчої інтелігенції в Україні.

## Творчість
Більшість написані англійською мовою та опубліковані в англомовних виданнях.
Автор статей про українську літературу до англомовної енциклопедії «The Penguin Companion to Literature», «Cassell's Encyclopedia of world literature» (1973), редактор англомовної збірки документальних матеріалів про антитоталітарну боротьбу в Україні «Ferment in the Ukraine» («Неспокій в Україні»), англійського перекладу праці І. Дзюби «Інтернаціоналізм чи русифікація?».
Досліджував ранню українську лексикографію («Слов'янська частина Оксфордського лексикону Гептаглот: Українсько-латинський словник першої пол. 17 cт.»; «Деякі спостереження над походженням Heptaglot Lexicon», художнє мовлення ("Мовне новаторство та жива мова роману О. Гончара «Собор», 1983). Автор праць з білоруської мови («Деякі проблеми білоруського словника», 1968), міжмовних контактів («Дещо з особливостей білоруської дієслівної лексики та її зв'язків з українською», 1971; «Український компонент у слов'янізмах словникового складу їдиш», 1980; «Українізми в їдиш-російському словнику Й. М. Ліфшица», 1990).
Вперше в шевченкознавстві застосував статистично-стильометричний комп'ютерний аналіз (у співавторстві з проф. Шеффілдського університету Р. Мартіном за системою дослідника з Кембриджа А. Юла), довівши, що анонімна позитивна рецензія на «Кобзар» Т. Шевченка, авторство якої приписували В. Бєлінському, його перу не належить.
Писав про Україну як політолог, зокрема у збірнику «The Soviet Union and Eastern Europe» (Лондон, 1986). Дописував до часопису «Conflict Studies» про міжнаціональні відносини в СРСР (у політологічному та соціолінгвістичному аспкектах).

## Публікації
- Swoboda Victor. The Evolution of Mykola Rudenko's Philosophy in His Poetry // Studia Ucrainica. − 1988. — № 4. — P. 76-84.
- Nahaylo B., Swoboda V. Soviet Disunion: A history of Nationalities Problem in the USSR. — London: Hamish Hamilton Ltd, 1990. — 432 p.
- Swoboda V. Introduction // Shevchenko T. Song out of darkness / Transl. by V. Rich. — London, 1961. — P. XXI—XXXII.
- Swoboda V. Shevchenko and Belinsky // The Slavonic and East European Rev.- 1961. — Dec. — P. 168—183.
- Swoboda V. Shevchenko and Belinsky // Shevchenko and the critics, 1861—1980 / Ed. by G. S. N. Luckyj. — Toronto: CIUS; Univ. of Toronto press, 1980. — P. 303—323.
- Swoboda V. Shevchenko and censorship // The Ukrainian Rev. — 1961. — Spring. — P. 13-22; 1962. — Spring/Summer. — P. 25-32.
- Swoboda V. Some observations on the origin of the Heptaglot Lexicon // Die Welt der Slaven. −1961. — August. — Pp. 264—296.
- Swoboda V. Some recent Shevchenkiana from the American continent // The Slavonic and East European Rev. — 1964. — Dec. — P. 179—188.
- Swoboda V. Taras Shevchenko and the censors // The Scottish Slavonic Rev. — 1983. — № 2. — P. 107—134.
- Swoboda V. The «Slavonica» Part of the Oxford Heptaglot Lexicon: A Ukrainian-Latin Vocabulary of the first half of the 17th century// Slavistica — 1956. — No 25: Proceedings of the Institute of Slavistics of the Ukrainian Free Academy of Sciences. — Winnipeg. — 60 p.
- Swoboda V., Martin R. Shevchenko and Belinsky. Revisited // The Slavonic and East European Rev. — 1978. — Oct. — P. 546—562.